# Aschach an der Steyr
Aschach an der Steyr é um município da Áustria localizado no distrito de Steyr-Land, no estado de Alta Áustria.